# Johnny English Strikes Again
Johnny English Strikes Again (titulada: Johnny English: De nuevo en acción en España y Johnny English 3.0 en Hispanoamérica) es una película británica de acción y comedia dirigida por David Kerr. Es una secuela de la película de 2011 Johnny English Reborn y la tercera entrega de la saga Johnny English. El guion fue escrito por William Davies y fue producida por Rowan Atkinson, quien repite su rol como protagonista. La película fue estrenada en cines en el Reino Unido el 5 de octubre de 2018, por Universal Pictures.

## Reparto
- Rowan Atkinson como Johnny English.[2]

Un agente de la MI7. Actualmente enseñando en una escuela primaria, Johnny debe volver a la acción para encontrar a un misterioso hacker.
- Olga Kurylenko[3] como Ophelia Bhuletova.
- Ben Miller como Angus Bough.[4]
- Adam James como Pegasus.[5]
- Emma Thompson como la primera ministra del Reino Unido.[6]
- Jake Lacy como Jason Volta.[5]
- Miranda Hennessy como Tara.[5]
- David Mumeni como Fabian.[5]
- Tuncay Gunes como Ted Guest.[5]
- Samantha Russell como la primera ministra de Suecia.[5]
- Nick Owenford como ayudante australiano[5]
- Junichi Kajioka como diplomático japonés.
- Michael Gambon como Agente 5.
- Charles Dance como Agente 7.
- Edward Fox como Agente 9.

## Argumento
Hubo un ciberataque en el MI7 revelando la identidad de todos los agentes activos del servicio secreto de su majestad a través del ciberataque colapsando toda la red de seguridad de Gran Bretaña pero no pueden enviar a nadie para investigar el caso ya que se descubrieron todas las dobles identidades por lo que deben llamar a un agente antiguo que no se encuentre en el sistema.
Mientras tanto, el agente retirado, Johnny English quien ahora es maestro de geografía se la pasa enseñándole a sus estudiantes lecciones de espías tales como camuflaje, movimientos tácticos, desarmar bombas y frases refinadas aunque cuando llegan las vacaciones el MI7 lo vuelve a contactar junto con otros agentes jubilados aunque cuando todos están en un mismo cuarto esperando por instrucciones, English pierde la tapa de una granada aturdidora disfrazada de pluma Mont Blanc aunque cuando la encontró la volvió a tirar adentro del cuarto dejando completamente noqueados a los demás agentes solo quedando el en pie pero cuando su superior con el nombre en clave de "Pegasus" llega a darles la misión, English argumenta que se quedaron dormidos.
English tiene que salir de inmediato para cumplir la misión aunque tiene algunas peticiones de objetos necesarios para su misión y la más importante es volver a tener al lado a su ayudante, Jeremy Bough quien lo acompañó previamente en su primera película, Bough esta contento de volver a la acción junto con English pero al ir por los suministros para la misión solo consigue un smartphone con cámaras, pantalla de alta definición y redes sociales aunque English no esta convencido de usar tecnología por lo que pide una simple arma de fuego aunque Bough se excusa diciendo que tienen que usar tecnología standard para evitar ser vulnerables al hacker pero el experto en equipo del MI7 dudoso entrega el arma junto con un auto sin navegación satelital o chips de computadora.
El ciberataque fue lanzado desde el Sur de Francia, usando el internet de un hotel en Antibes por lo que se infiltran en la cena del restaurante, Cote de Roc para investigar a un sospechoso, Sebastian Lynch, exmilitar de inteligencia de la milicia ahora un empleado a sueldo para el mejor postor. Se disfrazan de meseros para tomar el celular de Lynch cuando esté distraído aunque lo logra, English se las arregló para incendiar el restaurante por error pero descubren en una de las fotos del celular de Lynch, un yate llamado "Dot Calm" lo que significa que alguien del barco pudo usar el WIFI del hotel al estar cerca y luego irse navegando, para así provocar un ciberataque a los países del G-12.

## Producción
En mayo de 2017, fue anunciado que Rowan Atkinson regresaría a interpretar a Johnny English en la secuela a la película Johnny English Reborn. El 3 de agosto de 2017, Working Title Films anunció que habían comenzado la producción y la filmación con el director David Kerr. Partes fueron filmadas en Welham Green, Hertfordshire; y en Gloucestershire.
La filmación continuó en Francia el 26 de septiembre, en la playa Saint Aygulf en Var. El Director de fotografía es Florian Hoffmeister, y el diseñador de producción es Simon Bowles. El 4 de abril de 2018, el título fue revelado como Johnny English Strikes Again, un teaser tráiler fue lanzado el día siguiente.

## Estreno
Johnny English Strikes Again iba a ser estrenada en Reino Unido y Estados Unidos el 12 de octubre de 2018 por Universal Pictures; la fecha para América fue después cambiada al 20 de septiembre de 2018. Finalmente, las fechas fueron cambiadas al 5 de octubre y 26 de octubre para Reino Unido y Estados Unidos respectivamente.

## Recepción
Johnny English Strikes Again ha recibido reseñas mixtas a negativas de parte de la crítica y mixtas a positivas de parte de la audiencia. En el portal de internet Rotten Tomatoes, la película posee una aprobación de 33%, basada en 94 reseñas, con una calificación de 4.7/10 mientras que de parte de la audiencia tiene una aprobación de 66%, basada en 1032 votos, con una calificación de 3.4/5.
Metacritic le ha dado a la película una puntuación de 39 de 100, basada en 22 reseñas, indicando "reseñas generalmente desfavorables". En el sitio IMDb los usuarios le han dado una calificación de 6.6/10, sobre la base de 13 358 votos. En la página FilmAffinity tiene una calificación de 5.0/10, basada en 3.777 votos.